# Salsa (gastronomia messicana)
Il termine spagnolo salsa indica diversi tipi di condimento e di salse di accompagnamento propri della cucina messicana. 
La maggior parte delle salsa messicane contengono pomodori, peperoncini e/o cipolle, possono essere cremose o a pezzettoni e spesso costituiscono un elemento importante negli alimenti in cui vengono usate.
Fra le salsa più note vi sono la pico de gallo, spesso utilizzata per preparare i taco e i nachos; la salsa ranchera, un condimento piccante al pomodoro; la guacamole, con avocado; la salsa verde, un contorno piccante a base di tomatillo.